# 第44回スーパーボウル
第44回スーパーボウル（Super Bowl XLIV）は2010年2月7日にフロリダ州マイアミガーデンズのサンライフ・スタジアムで開催されたアメリカンフットボール(NFL)の試合。プレーオフを勝ち上がったニューオーリンズ・セインツとインディアナポリス・コルツとの対戦となった。セインツは1967年のチーム結成以来初出場、コルツは1953年にボルチモア・コルツとしてチーム結成以来4回目の出場。マイアミで行われるスーパーボウルでコルツは1969年の第3回は敗れたが1971年の第5回、2007年の第41回は優勝している。
3年ぶりのスーパーボウル制覇を目指したコルツは最終第4Ｑで逆転され、創設43シーズン目で初出場したセインツが31-17で初優勝を果たした。MVPにはセインツのQBドリュー・ブリーズが選ばれた。

## 開催地

### スーパーボウル
2005年5月23日のNFLオーナー会議での投票でニューヨークに建設されて2008年からニューヨーク・ジェッツの本拠地となる予定のウェストサイド・スタジアムで開催することが決まっていた。しかしニューヨークが2012年オリンピックの誘致に失敗し、ニューヨーク州政府が建設費に300万ドルを出すことを拒否したため開催地は白紙に戻った。NFLは第43回スーパーボウルの開催に立候補して敗れたアトランタ、ヒューストン、マイアミを開催地候補に選んだ。2008年10月6日にマイアミ・ドルフィンズの本拠であるサンライフ・スタジアムでの開催が決定された。
フロリダ州南部でのスーパーボウル開催は10回目となった（マイアミ・オレンジボウルで5回、サンライフ・スタジアムでは5回目の開催となった。）。
第43回スーパーボウルの開催地が同じフロリダ州のタンパであり、同じ州でのスーパーボウル開催が連続したのは史上3回目のことであった（第2回、第3回がオレンジ・ボウルで、第21回がパサデナのローズボールで第22回がサンディエゴのクアルコム・スタジアムで開催された。）。
マイアミは2001年にアメリカ同時多発テロが起きて以降スーパーボウル（第36回以降）が国家特別警備行事になってから2度目の開催となる初めての都市となった。

### プロボウルの開催変更
これまでプロボウルはスーパーボウルやNFLチャンピオンシップゲームの開催された後に行われていたがカンファレンス・チャンピオンシップゲームとスーパーボウルの間の週に開催されることが2008年12月に発表された。また開催地もスーパーボウルと同じドルフィン・スタジアムで行われることとなり1979年以来アロハ・スタジアム以外での開催となった。スーパーボウルに出場するチームの選手はプロボウルには出場しないことが予想されている。従来どおりスーパーボウルの翌週の2月14日に開催した場合、NBAオールスターゲーム、バンクーバーオリンピック、第52回デイトナ500と競合する日程であった。

## 出場チーム

### インディアナポリス・コルツ

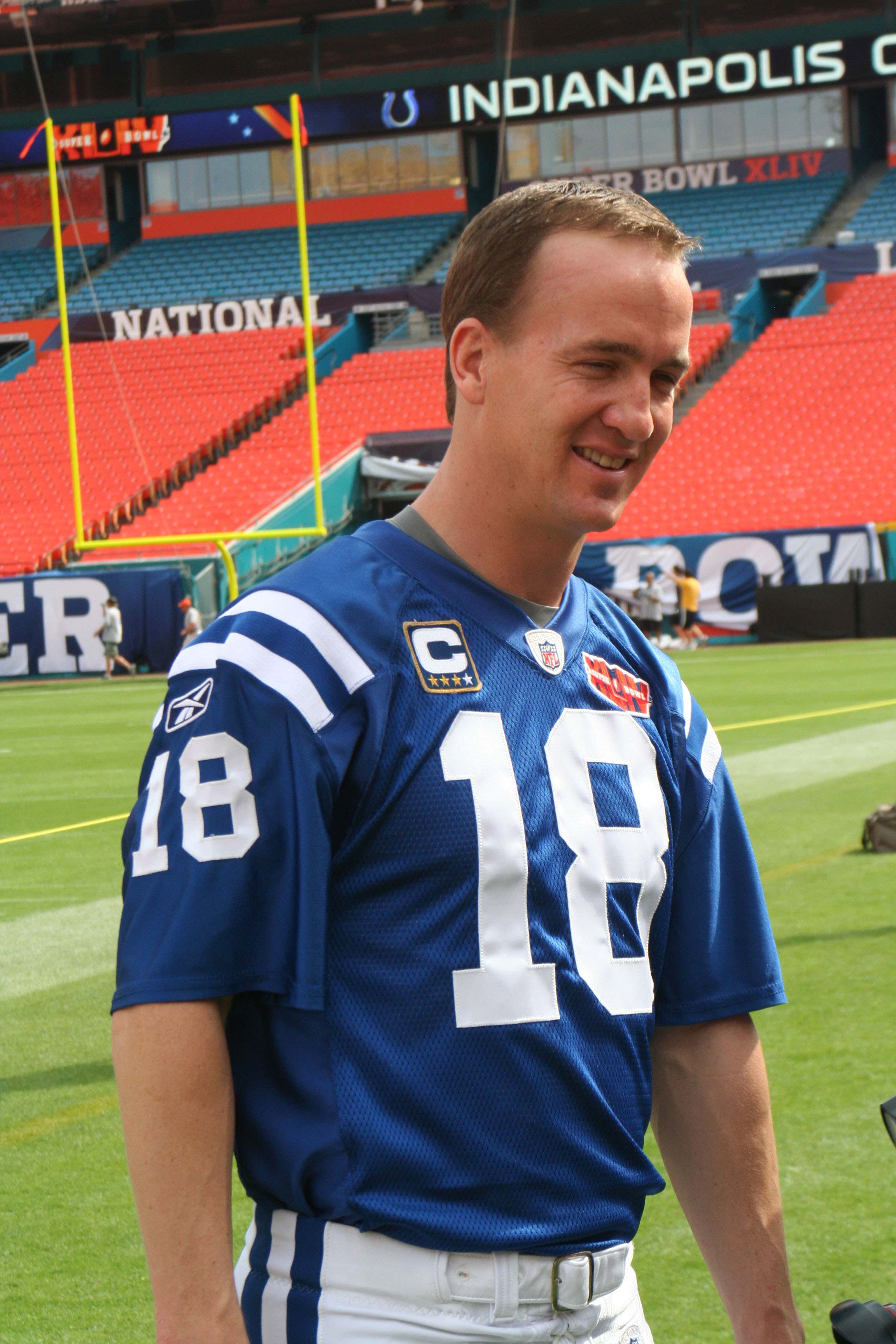
QBマニング

コルツはNFLベストの14勝2敗でシーズンを終えて3年ぶりのスーパーボウルを目指した。コルツのパワフルなオフェンスはプロボウル選出10回のペイトン・マニングに率いられ、マニングは4500ヤードを獲得、33タッチダウンパス、16被インターセプト、QBレイティング99.9でシーズンを終え4度目のMVPに選ばれた。主なパスターゲットはレジー・ウェイン、ダラス・クラークでそれぞれ100キャッチ、10回のタッチダウンレシーブをあげた。ウェインはチームトップの1,260ヤード、クラークは1,106ヤードを稼いだ。他にもオースティン・コリーが60回のキャッチで676ヤード、7タッチダウン、ピエール・ガーソーンが47回のキャッチで756ヤードを獲得した。地上戦はRBのジョセフ・アダイが821ヤードを走り10タッチダウンをあげると共に51回のキャッチで336ヤードを獲得、3タッチダウンをあげた。またオフェンスラインはプロボウルセンターのジェフ・サタデーに率いられた。
ディフェンスラインはプロボウルに選ばれたロバート・マシス、ドワイト・フリーニーに率いられた。フリーニーはチームトップの13.5サックをあげ、マチスも9.5サック、5ファンブルフォースの成績をあげた。ラインバッカーのクリント・セッション、ゲイリー・ブラケットはそれぞれ80タックルをあげた。プロボウルセイフティのアントワン・ベセアは70タックル、4インターセプトの成績をあげた。
新ヘッドコーチとなったジム・コールドウェルの下、チームは開幕から14連勝しニューヨーク・ジェッツ戦の途中から主力選手を下げたため15-29と敗れ連勝が止まった。コールドウェルヘッドコーチはレギュラーシーズン16連勝よりもスーパーボウルに優勝するのための決定を下した。最終週も敗れて14勝2敗となった。

### ニューオーリンズ・セインツ

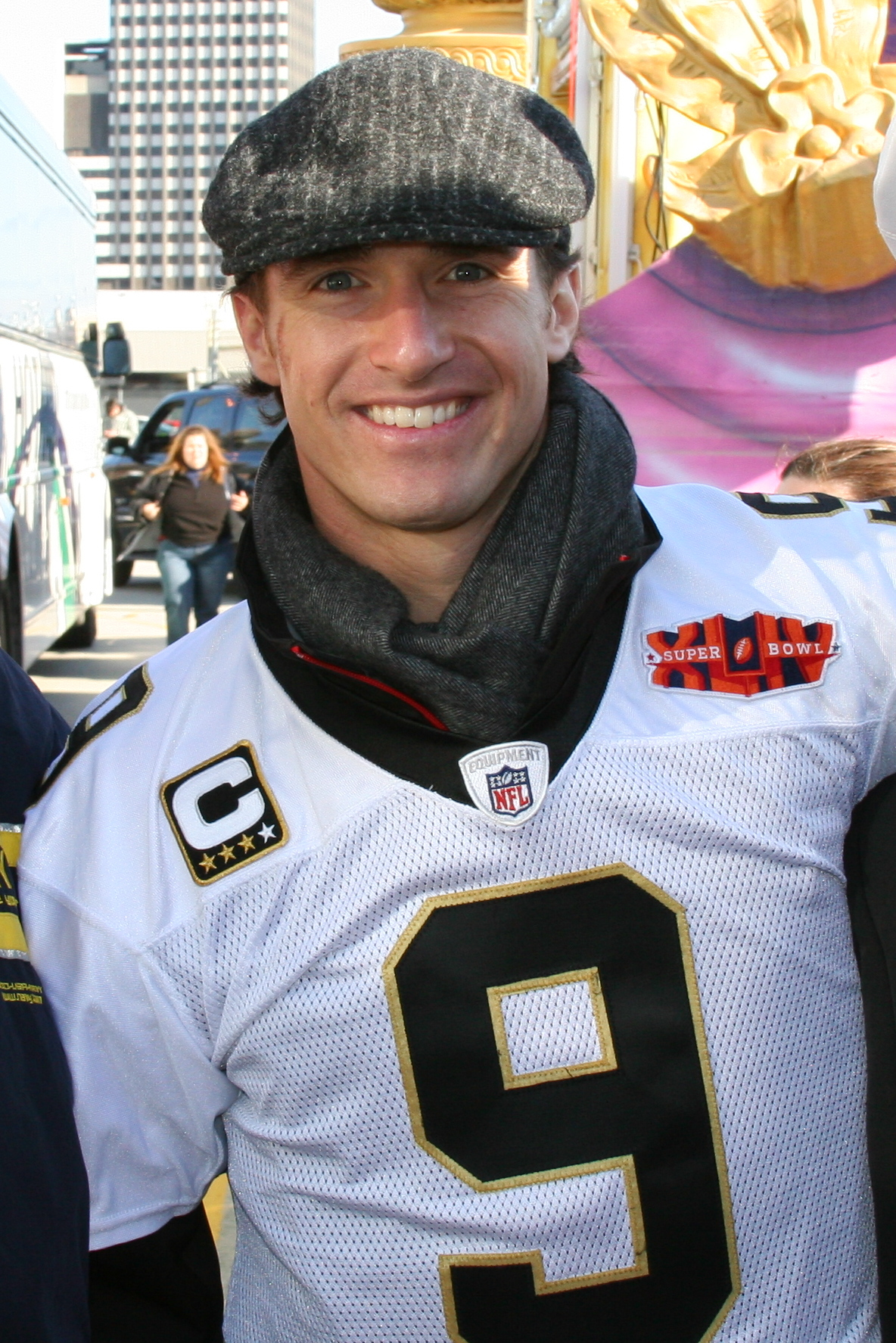
QBブリーズ

NFCベストの13勝3敗でレギュラーシーズンを終えたセインツはチーム創設43年目で初のスーパーボウル出場を果たした。セインツの歴史は長い苦難の道のりであり、1967年に創設されたセインツは1987年まで勝ち越しすることなく、2000年のレギュラーシーズン後のプレーオフでセントルイス・ラムズを破りようやくプレーオフ初勝利をあげた。2005年にはハリケーン・カトリーナの被害で本拠地のルイジアナ・スーパードームは大きな被害を受けてバトンルージュにあるルイジアナ州立大学のタイガー・スタジアム、サンアントニオのアラモドーム、開幕戦はアウェイであるニューヨーク・ジャイアンツの本拠地、ジャイアンツ・スタジアムで行うなど地元でのホームゲーム開催ができずに3勝13敗に終わった。しかしオフシーズンにプロボウルQBのドリュー・ブリーズ（彼はチームに加入後の4年間で最もパス獲得ヤードを稼いでいるQBである。）を獲得、2006年のドラフトでハイズマン賞受賞者のレジー・ブッシュ、WRのマーカス・コルストンを獲得した。2006年にチームは10勝6敗で終え、初めてNFCチャンピオンシップゲームまで進出したがシカゴ・ベアーズに敗れてスーパーボウル出場はならなかった。続く2シーズンはプレーオフ出場を果たせなかったが新しい戦力を加え2009年スーパーボウルを目指す戦力が整った。
セインツのオフェンスはNFLトップの1試合あたり32得点をあげた。ブリーズはNFL記録のパス成功率70.6%、4,338ヤード獲得、34タッチダウンパス、11被インターセプトの成績を残しNFLトップのQBレイティング109.6でシーズンを終えた。メインターゲットのコルストンは70回のキャッチで1,074ヤードを獲得し9タッチダウンをあげた。またデバリー・ヘンダーソンが51回のキャッチ、ロバート・ミーチェムが45回のキャッチ、タイトエンドのジェレミー・ショッキーが48回のキャッチをマークするなどパスターゲットは多かった。地上戦はピエール・トーマス、マイク・ベルらによって行われトーマスはランで793ヤードを獲得すると共に39回のキャッチで302ヤードを獲得、ベルも654ヤードを走った。またブッシュが390ヤード（平均5.6ヤード）を走ると共に47回のキャッチで335ヤードを獲得すると共にパントリターンで130ヤードを稼いだ。強力なオフェンスラインからはガードのジャーリ・エバンス、センターのジョナサン・グッドウィン、タックルのジョン・スティンチコムはプロボウルに選ばれた。
プロボウルディフェンスラインマンのウィル・スミスは13サック、ラインバッカーのジョナサン・ヴィルマはチームトップの87タックル、3インターセプトをあげた。ディフェンスバックは12年目のベテラン、ダレン・シャーパーに率いられ彼は9回のインターセプトでNFL記録となる376ヤードをリターン、3タッチダウンをあげた。コーナーバックのトレイシー・ポーターは49タックルで4インターセプトをあげた。
チームは開幕から13連勝したがその後ダラス・カウボーイズに17-24で敗れ、タンパベイ・バッカニアーズ戦ではギャレット・ハートリーの勝ち越しを狙ったFGが失敗に終わり延長の末敗れた。最終週もブリーズに代わって控えQBのマーク・ブルネルが先発しカロライナ・パンサーズに10-23で敗れたが第1シードを獲得、プレーオフ2試合では76得点をあげてスーパーボウル初出場を決めた。

### プレーオフ
コルツはプレーオフ初戦のディビジョナルプレーオフでボルチモア・レイブンズと対戦した。9勝7敗でワイルドカードでプレーオフ出場を果たしたレイブンズはニューイングランド・ペイトリオッツのトム・ブレイディから4つのターンオーバーを奪い、33-14で勝ち上がってきていた。コルツはレイブンズの最初の攻撃でFGを許したがマット・ストバーのFG、ウェイン、コリーへのマニングからのTDで17-3でリードしてハーフタイムを迎えた。後半エド・リードが2度マニングのパスをインターセプトしたが最初は自身のファンブルでもう1回は他の選手の反則でインターセプトが取り消された。レイブンズのオーナー、アート・モデルのチーム（元のクリーブランド・ブラウンズオーナーでもある。）で18シーズンプレーしたストバーが2本目のFGを決めて20-3で勝利した。AFCチャンピオンシップゲームは第16週で敗れたニューヨーク・ジェッツとの対戦になった。6-17とリードされたがコリーへ3本のパス（最後は16ヤードのTDパス）が成功し13-17と4点差でハーフタイムを迎えた。後半ガーソーン、クラークへのTDパス、ストバーのFGで得点を重ねると共に相手を無得点に抑えて30-17で勝利した。マニングはこの試合で377ヤードを投げて、ガーソーンとコリーはそれぞれ100ヤード以上を獲得した。
セインツはワイルドカードプレーオフでグリーンベイ・パッカーズを延長の末、51-45で破った前年のNFC覇者のアリゾナ・カージナルスを45-14で破った。この試合でセインツは相手の最初のプレーでタッチダウンを奪われたがライネル・ハミルトンの1ヤードラン、シャーパーのファンブルリカバーから得た攻撃権でブリーズがショッキーにTDパス、パントリターンでのレジー・ブッシュの46ヤードリターンTDも飛び出し、フリーフリッカーからのヘンダーソンへのTDパス、コルストンへのTDパスと前半だけで35得点をあげて35-14とリードした。後半にもハートリーのFG、ブッシュの83ヤードのパントリターンTDで10点を加えて45-14で勝利した。ブッシュはリターンなどで217ヤードを獲得、ブリーズは247ヤードを投げて3TDパスを成功させた。
NFCチャンピオンシップゲームは11回プロボウルに選出されており、ディビジョナルプレーオフのダラス・カウボーイズ戦で4TDパスを決めたブレット・ファーヴのミネソタ・バイキングスとの対戦になった。セインツのオフェンスはラン、パス合計で257ヤードしか獲得できなかったがディフェンスが5回のターンオーバーを奪った。第4Q終盤28-28と同点で迎えた場面でバイキングスは勝ち越しFGを狙える圏内に向けてボールを進めた。残り1分を切ってセインツは自陣33ヤード地点まで攻め込まれたが2回のランプレーで前進を許さず、続く相手のペナルティで38ヤードまでボールが戻った後、ファーヴのパスをポーターがインターセプトし試合は延長に持ち込まれた。コイントスに勝ったセインツはピエール・トーマスが40ヤードのキックオフリターンを見せた後、10プレイで39ヤード前進し最後はハートリーが40ヤードのFGを決めてスーパーボウル初出場を決めた。
コルツ、セインツとプレーオフ1回戦を免除されたチームがスーパーボウルで対戦するのは第39回スーパーボウル以来5年ぶりのこと。この間、4回のスーパーボウルではいずれかのチームがワイルドカードプレーオフから勝ち上がっており、2チームは地区優勝を逃し、ワイルドカードでプレーオフ出場を決めたチームであった。第41回スーパーボウルでのコルツを含めた3チームがプレーオフ1回戦から勝ち上がりスーパーボウル優勝を果たしている。また、両カンファレンスの第1シードのチーム同士の争いになるのは第28回以来16年ぶりのことであった。

## トーナメント表
|  | |                                           |                                           |                        |                        |                         |                                      |                         |                                    |                                    |                                    |                                      |                                      |                                      |  |  |  |  |
|  | 2010年1月9日 カウボーイズ・スタジアム | 2010年1月9日 カウボーイズ・スタジアム     | 2010年1月9日 カウボーイズ・スタジアム     |                        |                        | 1月17日 HHHメトロドーム | 1月17日 HHHメトロドーム              | 1月17日 HHHメトロドーム |                                    |                                    |                                    |                                      |                                      |                                      |  |  |  |  |
|  | 2010年1月9日 カウボーイズ・スタジアム | 2010年1月9日 カウボーイズ・スタジアム     | 2010年1月9日 カウボーイズ・スタジアム     |                        |                        | 1月17日 HHHメトロドーム | 1月17日 HHHメトロドーム              | 1月17日 HHHメトロドーム |                                    |                                    |                                    |                                      |                                      |                                      |  |  |  |  |
|  | 2010年1月9日 カウボーイズ・スタジアム | 2010年1月9日 カウボーイズ・スタジアム     | 2010年1月9日 カウボーイズ・スタジアム     |                        |                        | 1月17日 HHHメトロドーム | 1月17日 HHHメトロドーム              | 1月17日 HHHメトロドーム |                                    |                                    |                                    |                                      |                                      |                                      |  |  |  |  |
|  | 2010年1月9日 カウボーイズ・スタジアム | 2010年1月9日 カウボーイズ・スタジアム     | 2010年1月9日 カウボーイズ・スタジアム     |                        |                        | 1月17日 HHHメトロドーム | 1月17日 HHHメトロドーム              | 1月17日 HHHメトロドーム |                                    |                                    |                                    |                                      |                                      |                                      |  |  |  |  |
|  | 6 | イーグルス                                | 14                                        |                        |                        | 1月17日 HHHメトロドーム | 1月17日 HHHメトロドーム              | 1月17日 HHHメトロドーム |                                    |                                    |                                    |                                      |                                      |                                      |  |  |  |  |
|  | 6 | イーグルス                                | 14                                        | 3                      | カウボーイズ           | 3                       |                                      |                         |                                    |                                    |                                    |                                      |                                      |                                      |  |  |  |  |
|  | 3 | カウボーイズ                              | 34                                        | 3                      | カウボーイズ           | 3                       |                                      |                         | 1月24日 ルイジアナ・スーパードーム | 1月24日 ルイジアナ・スーパードーム | 1月24日 ルイジアナ・スーパードーム |                                      |                                      |                                      |  |  |  |  |
|  | 3 | カウボーイズ                              | 34                                        | 2                      | バイキングス           | 34                      |                                      |                         | 1月24日 ルイジアナ・スーパードーム | 1月24日 ルイジアナ・スーパードーム | 1月24日 ルイジアナ・スーパードーム |                                      |                                      |                                      |  |  |  |  |
|  | |                                           |                                           | 2                      | バイキングス           | 34                      |                                      |                         | 1月24日 ルイジアナ・スーパードーム | 1月24日 ルイジアナ・スーパードーム | 1月24日 ルイジアナ・スーパードーム |                                      |                                      |                                      |  |  |  |  |
|  | NFC |                                           |                                           |                        |                        |                         |                                      |                         | 1月24日 ルイジアナ・スーパードーム | 1月24日 ルイジアナ・スーパードーム | 1月24日 ルイジアナ・スーパードーム |                                      |                                      |                                      |  |  |  |  |
|  | 2010年1月10日 フェニックス大学スタジアム | 2010年1月10日 フェニックス大学スタジアム  | 2010年1月10日 フェニックス大学スタジアム  | 2                      | バイキングス           | 28                      |                                      |                         |                                    |                                    |                                    |                                      |                                      |                                      |  |  |  |  |
|  | 2010年1月10日 フェニックス大学スタジアム | 2010年1月10日 フェニックス大学スタジアム  | 2010年1月10日 フェニックス大学スタジアム  | 2                      | バイキングス           | 28                      | 1月16日 ルイジアナ・スーパードーム   |                         |                                    |                                    |                                    |                                      |                                      |                                      |  |  |  |  |
|  | 2010年1月10日 フェニックス大学スタジアム | 2010年1月10日 フェニックス大学スタジアム  | 2010年1月10日 フェニックス大学スタジアム  |                        | 1                      | セインツ                | 31*                                  |                         |                                    |                                    |                                    |                                      |                                      |                                      |  |  |  |  |
|  | 2010年1月10日 フェニックス大学スタジアム | 2010年1月10日 フェニックス大学スタジアム  | 2010年1月10日 フェニックス大学スタジアム  |                        | 1                      | セインツ                | 31*                                  |                         |                                    |                                    |                                    |                                      |                                      |                                      |  |  |  |  |
|  | 5 | パッカーズ                                | 45                                        | NFC チャンピオンシップ | NFC チャンピオンシップ | NFC チャンピオンシップ  |                                      |                         |                                    |                                    |                                    |                                      |                                      |                                      |  |  |  |  |
|  | 5 | パッカーズ                                | 45                                        | NFC チャンピオンシップ | NFC チャンピオンシップ | NFC チャンピオンシップ  | 4                                    | カージナルス            | 14                                 |                                    |                                    |                                      |                                      |                                      |  |  |  |  |
|  | 4 | カージナルス                              | 51*                                       | NFC チャンピオンシップ | NFC チャンピオンシップ | NFC チャンピオンシップ  | 4                                    | カージナルス            | 14                                 |                                    |                                    | 2月7日 サンライフ・スタジアム        | 2月7日 サンライフ・スタジアム        | 2月7日 サンライフ・スタジアム        |  |  |  |  |
|  | 4 | カージナルス                              | 51*                                       | NFC チャンピオンシップ | NFC チャンピオンシップ | NFC チャンピオンシップ  | 1                                    | セインツ                | 45                                 |                                    |                                    | 2月7日 サンライフ・スタジアム        | 2月7日 サンライフ・スタジアム        | 2月7日 サンライフ・スタジアム        |  |  |  |  |
|  | ワイルドカード・プレーオフ |                                           |                                           |                        |                        |                         | 1                                    | セインツ                | 45                                 |                                    |                                    | 2月7日 サンライフ・スタジアム        | 2月7日 サンライフ・スタジアム        | 2月7日 サンライフ・スタジアム        |  |  |  |  |
|  | ディビジョナル・プレーオフ |                                           |                                           |                        |                        |                         |                                      |                         |                                    |                                    |                                    | 2月7日 サンライフ・スタジアム        | 2月7日 サンライフ・スタジアム        | 2月7日 サンライフ・スタジアム        |  |  |  |  |
|  | 2010年1月9日 ポール・ブラウン・スタジアム | 2010年1月9日 ポール・ブラウン・スタジアム | 2010年1月9日 ポール・ブラウン・スタジアム | N1                     | セインツ               | 31                      |                                      |                         |                                    |                                    |                                    |                                      |                                      |                                      |  |  |  |  |
|  | 2010年1月9日 ポール・ブラウン・スタジアム | 2010年1月9日 ポール・ブラウン・スタジアム | 2010年1月9日 ポール・ブラウン・スタジアム | N1                     | セインツ               | 31                      | 1月17日 クアルコム・スタジアム       |                         |                                    |                                    |                                    |                                      |                                      |                                      |  |  |  |  |
|  | 2010年1月9日 ポール・ブラウン・スタジアム | 2010年1月9日 ポール・ブラウン・スタジアム | 2010年1月9日 ポール・ブラウン・スタジアム |                        | A1                     | コルツ                  | 17                                   |                         |                                    |                                    |                                    |                                      |                                      |                                      |  |  |  |  |
|  | 2010年1月9日 ポール・ブラウン・スタジアム | 2010年1月9日 ポール・ブラウン・スタジアム | 2010年1月9日 ポール・ブラウン・スタジアム |                        | A1                     | コルツ                  | 17                                   |                         |                                    |                                    |                                    |                                      |                                      |                                      |  |  |  |  |
|  | 5 | ジェッツ                                  | 24                                        | 第44回スーパーボウル   | 第44回スーパーボウル   | 第44回スーパーボウル    |                                      |                         |                                    |                                    |                                    |                                      |                                      |                                      |  |  |  |  |
|  | 5 | ジェッツ                                  | 24                                        | 第44回スーパーボウル   | 第44回スーパーボウル   | 第44回スーパーボウル    | 5                                    | ジェッツ                | 17                                 |                                    |                                    |                                      |                                      |                                      |  |  |  |  |
|  | 4 | ベンガルズ                                | 14                                        | 第44回スーパーボウル   | 第44回スーパーボウル   | 第44回スーパーボウル    | 5                                    | ジェッツ                | 17                                 |                                    |                                    | 1月24日 ルーカス・オイル・スタジアム | 1月24日 ルーカス・オイル・スタジアム | 1月24日 ルーカス・オイル・スタジアム |  |  |  |  |
|  | 4 | ベンガルズ                                | 14                                        | 第44回スーパーボウル   | 第44回スーパーボウル   | 第44回スーパーボウル    | 2                                    | チャージャーズ          | 14                                 |                                    |                                    | 1月24日 ルーカス・オイル・スタジアム | 1月24日 ルーカス・オイル・スタジアム | 1月24日 ルーカス・オイル・スタジアム |  |  |  |  |
|  | |                                           |                                           |                        |                        |                         | 2                                    | チャージャーズ          | 14                                 |                                    |                                    | 1月24日 ルーカス・オイル・スタジアム | 1月24日 ルーカス・オイル・スタジアム | 1月24日 ルーカス・オイル・スタジアム |  |  |  |  |
|  | AFC |                                           |                                           |                        |                        |                         |                                      |                         |                                    |                                    |                                    | 1月24日 ルーカス・オイル・スタジアム | 1月24日 ルーカス・オイル・スタジアム | 1月24日 ルーカス・オイル・スタジアム |  |  |  |  |
|  | 2010年1月10日 ジレット・スタジアム | 2010年1月10日 ジレット・スタジアム        | 2010年1月10日 ジレット・スタジアム        | 5                      | ジェッツ               | 17                      |                                      |                         |                                    |                                    |                                    |                                      |                                      |                                      |  |  |  |  |
|  | 2010年1月10日 ジレット・スタジアム | 2010年1月10日 ジレット・スタジアム        | 2010年1月10日 ジレット・スタジアム        | 5                      | ジェッツ               | 17                      | 1月16日 ルーカス・オイル・スタジアム |                         |                                    |                                    |                                    |                                      |                                      |                                      |  |  |  |  |
|  | 2010年1月10日 ジレット・スタジアム | 2010年1月10日 ジレット・スタジアム        | 2010年1月10日 ジレット・スタジアム        |                        | 1                      | コルツ                  | 30                                   |                         |                                    |                                    |                                    |                                      |                                      |                                      |  |  |  |  |
|  | 2010年1月10日 ジレット・スタジアム | 2010年1月10日 ジレット・スタジアム        | 2010年1月10日 ジレット・スタジアム        |                        | 1                      | コルツ                  | 30                                   |                         |                                    |                                    |                                    |                                      |                                      |                                      |  |  |  |  |
|  | 6 | レイブンズ                                | 33                                        | AFC チャンピオンシップ | AFC チャンピオンシップ | AFC チャンピオンシップ  |                                      |                         |                                    |                                    |                                    |                                      |                                      |                                      |  |  |  |  |
|  | 6 | レイブンズ                                | 33                                        | AFC チャンピオンシップ | AFC チャンピオンシップ | AFC チャンピオンシップ  | 6                                    | レイブンズ              | 3                                  |                                    |                                    |                                      |                                      |                                      |  |  |  |  |
|  | 3 | ペイトリオッツ                            | 14                                        | AFC チャンピオンシップ | AFC チャンピオンシップ | AFC チャンピオンシップ  | 6                                    | レイブンズ              | 3                                  |                                    |                                    |                                      |                                      |                                      |  |  |  |  |
|  | 3 | ペイトリオッツ                            | 14                                        | AFC チャンピオンシップ | AFC チャンピオンシップ | AFC チャンピオンシップ  | 1                                    | コルツ                  | 20                                 |                                    |                                    |                                      |                                      |                                      |  |  |  |  |
|  | |                                           |                                           |                        |                        |                         | 1                                    | コルツ                  | 20                                 |                                    |                                    |                                      |                                      |                                      |  |  |  |  |
|  | - 対戦カード及びスタジアムはシード順で決定される。 そのラウンドに登場する最上位チームが最下位チームとホームで対戦、残った2チームが上位チームのホームで対戦する。 - スーパーボウル開催地は事前にオーナー会議で決定。 - チーム名の左の数字は、2009年レギュラーシーズンの結果に基づいて決定されたシード順。 - * は延長戦決着 - 日付はアメリカ東部時間 |                                           |                                           |                        |                        |                         |                                      |                         |                                    |                                    |                                    |                                      |                                      |                                      |  |  |  |  |

## 試合経過
| \| 開始 \| 開始 \| 開始 \| ボール保持 \| ドライブ \| ドライブ \| TOP \| 結果 \| 得点内容 \| 得点内容 \| 得点内容 \| 得点 \| 得点 \| \| Q \| 時間 \| 地点 \| ボール保持 \| P \| yd \| TOP \| 結果 \| yd \| 得点者 \| PAT \| セインツ \| コルツ \| \| ------------------------------------------------------------------------------------------------------------------------------- \| ------------------------------------------------------------------------------------------------------------------------------- \| ------------------------------------------------------------------------------------------------------------------------------- \| ------------------------------------------------------------------------------------------------------------------------------- \| ------------------------------------------------------------------------------------------------------------------------------- \| ------------------------------------------------------------------------------------------------------------------------------- \| ------------------------------------------------------------------------------------------------------------------------------- \| ------------------------------------------------------------------------------------------------------------------------------- \| ------------------------------------------------------------------------------------------------------------------------------- \| ------------------------------------------------------------------------------------------------------------------------------- \| ------------------------------------------------------------------------------------------------------------------------------- \| -------- \| ------ \| \| 1 \| 15:00 \| 自陣23 \| セインツ \| 3 \| 8 \| 1:38 \| パント \| — \| — \| — \| — \| — \| \| 1 \| 13:22 \| 自陣27 \| コルツ \| 11 \| 53 \| 5:53 \| フィールドゴール成功 \| 38 \| Stover \| — \| 0 \| 3 \| \| 1 \| 7:29 \| 自陣26 \| セインツ \| 6 \| 24 \| 2:17 \| パント \| — \| — \| — \| — \| — \| \| 1 \| 5:12 \| 自陣4 \| コルツ \| 11 \| 96 \| 4:36 \| タッチダウン（パス） \| 19 \| マニング→Garcon \| キック成功 \| 0 \| 10 \| \| 1-2 \| 0:36 \| 自陣11 \| セインツ \| 11 \| 60 \| 6:02 \| フィールドゴール成功 \| 46 \| Hartley \| — \| 3 \| 10 \| \| 2 \| 9:34 \| 自陣22 \| コルツ \| 6 \| 6 \| 1:20 \| パント \| — \| — \| — \| — \| — \| \| 2 \| 8:14 \| 自陣28 \| セインツ \| 12 \| 71 \| 6:25 \| 第4ダウン失敗 \| — \| — \| — \| — \| — \| \| 2 \| 1:49 \| 自陣1 \| コルツ \| 3 \| 9 \| 1:14 \| パント \| — \| — \| — \| — \| — \| \| 2 \| 0:35 \| 自陣48 \| セインツ \| 5 \| 26 \| 0:35 \| フィールドゴール成功 \| 44 \| Hartley \| — \| 6 \| 10 \| \| 前半終了 \| \| \| \| \| \| \| \| \| \| \| \| \| \| 3 \| 15:00 \| — \| — \| — \| — \| 0:05 \| オンサイドキック成功 \| — \| — \| — \| — \| — \| \| 3 \| 14:55 \| 自陣42 \| セインツ \| 6 \| 58 \| 3:14 \| タッチダウン（パス） \| 16 \| ブリーズ→Thomas \| キック成功 \| 13 \| 10 \| \| 3 \| 11:41 \| 自陣24 \| コルツ \| 10 \| 76 \| 5:26 \| タッチダウン（ラン） \| 4 \| Joseph Addai \| キック成功 \| 13 \| 17 \| \| 3 \| 6:15 \| 自陣34 \| セインツ \| 8 \| 37 \| 4:14 \| フィールドゴール成功 \| 47 \| Hartley \| — \| 16 \| 17 \| \| 3-4 \| 2:01 \| 自陣11 \| コルツ \| 11 \| 56 \| 6:27 \| 51ydフィールドゴール失敗 \| — \| — \| — \| — \| — \| \| 4 \| 10:39 \| 自陣41 \| セインツ \| 9 \| 59 \| 4:57 \| タッチダウン（パス） \| 2 \| ブリーズ→ショッキー \| パス成功 \| 24 \| 17 \| \| 4 \| 5:42 \| 自陣30 \| コルツ \| 7 \| 39 \| 2:30 \| インターセプトリターンTD \| 74 \| Tracy Porter \| キック成功 \| 31 \| 17 \| \| 4 \| 3:12 \| 自陣14 \| コルツ \| 10 \| 81 \| 2:28 \| 第4ダウン失敗 \| — \| — \| — \| — \| — \| \| 4 \| 0:44 \| 自陣14 \| セインツ \| 1 \| -1 \| 0:44 \| 試合終了 \| — \| — \| — \| — \| — \| \| P=プレー数、TOP=タイム・オブ・ポゼッション、PAT=ポイント・アフター・タッチダウン。 アメリカンフットボールの用語集 (en) も参照。 \| P=プレー数、TOP=タイム・オブ・ポゼッション、PAT=ポイント・アフター・タッチダウン。 アメリカンフットボールの用語集 (en) も参照。 \| P=プレー数、TOP=タイム・オブ・ポゼッション、PAT=ポイント・アフター・タッチダウン。 アメリカンフットボールの用語集 (en) も参照。 \| P=プレー数、TOP=タイム・オブ・ポゼッション、PAT=ポイント・アフター・タッチダウン。 アメリカンフットボールの用語集 (en) も参照。 \| P=プレー数、TOP=タイム・オブ・ポゼッション、PAT=ポイント・アフター・タッチダウン。 アメリカンフットボールの用語集 (en) も参照。 \| P=プレー数、TOP=タイム・オブ・ポゼッション、PAT=ポイント・アフター・タッチダウン。 アメリカンフットボールの用語集 (en) も参照。 \| P=プレー数、TOP=タイム・オブ・ポゼッション、PAT=ポイント・アフター・タッチダウン。 アメリカンフットボールの用語集 (en) も参照。 \| P=プレー数、TOP=タイム・オブ・ポゼッション、PAT=ポイント・アフター・タッチダウン。 アメリカンフットボールの用語集 (en) も参照。 \| P=プレー数、TOP=タイム・オブ・ポゼッション、PAT=ポイント・アフター・タッチダウン。 アメリカンフットボールの用語集 (en) も参照。 \| P=プレー数、TOP=タイム・オブ・ポゼッション、PAT=ポイント・アフター・タッチダウン。 アメリカンフットボールの用語集 (en) も参照。 \| P=プレー数、TOP=タイム・オブ・ポゼッション、PAT=ポイント・アフター・タッチダウン。 アメリカンフットボールの用語集 (en) も参照。 \| 31 \| 17 \| | | | | | | | | | | |          |        |
| 開始 | 開始 | 開始 | ボール保持 | ドライブ | ドライブ | TOP | 結果 | 得点内容 | 得点内容 | 得点内容 | 得点     | 得点   |
| Q | 時間 | 地点 | ボール保持 | P | yd | TOP | 結果 | yd | 得点者 | PAT | セインツ | コルツ |
| 1 | 15:00 | 自陣23 | セインツ | 3 | 8 | 1:38 | パント | — | — | — | —        | —      |
| 1 | 13:22 | 自陣27 | コルツ | 11 | 53 | 5:53 | フィールドゴール成功 | 38 | Stover | — | 0        | 3      |
| 1 | 7:29 | 自陣26 | セインツ | 6 | 24 | 2:17 | パント | — | — | — | —        | —      |
| 1 | 5:12 | 自陣4 | コルツ | 11 | 96 | 4:36 | タッチダウン（パス） | 19 | マニング→Garcon | キック成功 | 0        | 10     |
| 1-2 | 0:36 | 自陣11 | セインツ | 11 | 60 | 6:02 | フィールドゴール成功 | 46 | Hartley | — | 3        | 10     |
| 2 | 9:34 | 自陣22 | コルツ | 6 | 6 | 1:20 | パント | — | — | — | —        | —      |
| 2 | 8:14 | 自陣28 | セインツ | 12 | 71 | 6:25 | 第4ダウン失敗 | — | — | — | —        | —      |
| 2 | 1:49 | 自陣1 | コルツ | 3 | 9 | 1:14 | パント | — | — | — | —        | —      |
| 2 | 0:35 | 自陣48 | セインツ | 5 | 26 | 0:35 | フィールドゴール成功 | 44 | Hartley | — | 6        | 10     |
| 前半終了 | | | | | | | | | | |          |        |
| 3 | 15:00 | — | — | — | — | 0:05 | オンサイドキック成功 | — | — | — | —        | —      |
| 3 | 14:55 | 自陣42 | セインツ | 6 | 58 | 3:14 | タッチダウン（パス） | 16 | ブリーズ→Thomas | キック成功 | 13       | 10     |
| 3 | 11:41 | 自陣24 | コルツ | 10 | 76 | 5:26 | タッチダウン（ラン） | 4 | Joseph Addai | キック成功 | 13       | 17     |
| 3 | 6:15 | 自陣34 | セインツ | 8 | 37 | 4:14 | フィールドゴール成功 | 47 | Hartley | — | 16       | 17     |
| 3-4 | 2:01 | 自陣11 | コルツ | 11 | 56 | 6:27 | 51ydフィールドゴール失敗 | — | — | — | —        | —      |
| 4 | 10:39 | 自陣41 | セインツ | 9 | 59 | 4:57 | タッチダウン（パス） | 2 | ブリーズ→ショッキー | パス成功 | 24       | 17     |
| 4 | 5:42 | 自陣30 | コルツ | 7 | 39 | 2:30 | インターセプトリターンTD | 74 | Tracy Porter | キック成功 | 31       | 17     |
| 4 | 3:12 | 自陣14 | コルツ | 10 | 81 | 2:28 | 第4ダウン失敗 | — | — | — | —        | —      |
| 4 | 0:44 | 自陣14 | セインツ | 1 | -1 | 0:44 | 試合終了 | — | — | — | —        | —      |
| P=プレー数、TOP=タイム・オブ・ポゼッション、PAT=ポイント・アフター・タッチダウン。 アメリカンフットボールの用語集 (en) も参照。 | P=プレー数、TOP=タイム・オブ・ポゼッション、PAT=ポイント・アフター・タッチダウン。 アメリカンフットボールの用語集 (en) も参照。 | P=プレー数、TOP=タイム・オブ・ポゼッション、PAT=ポイント・アフター・タッチダウン。 アメリカンフットボールの用語集 (en) も参照。 | P=プレー数、TOP=タイム・オブ・ポゼッション、PAT=ポイント・アフター・タッチダウン。 アメリカンフットボールの用語集 (en) も参照。 | P=プレー数、TOP=タイム・オブ・ポゼッション、PAT=ポイント・アフター・タッチダウン。 アメリカンフットボールの用語集 (en) も参照。 | P=プレー数、TOP=タイム・オブ・ポゼッション、PAT=ポイント・アフター・タッチダウン。 アメリカンフットボールの用語集 (en) も参照。 | P=プレー数、TOP=タイム・オブ・ポゼッション、PAT=ポイント・アフター・タッチダウン。 アメリカンフットボールの用語集 (en) も参照。 | P=プレー数、TOP=タイム・オブ・ポゼッション、PAT=ポイント・アフター・タッチダウン。 アメリカンフットボールの用語集 (en) も参照。 | P=プレー数、TOP=タイム・オブ・ポゼッション、PAT=ポイント・アフター・タッチダウン。 アメリカンフットボールの用語集 (en) も参照。 | P=プレー数、TOP=タイム・オブ・ポゼッション、PAT=ポイント・アフター・タッチダウン。 アメリカンフットボールの用語集 (en) も参照。 | P=プレー数、TOP=タイム・オブ・ポゼッション、PAT=ポイント・アフター・タッチダウン。 アメリカンフットボールの用語集 (en) も参照。 | 31       | 17     |

コルツのキックオフで試合開始。コルツはマット・ストバーのFGで3点先制、その後自陣4ヤードからの攻撃をマニングからガーソーンへのTDパスで締めくくりスーパーボウル記録タイとなる96ヤードのTDドライブが決まり、コルツが10-0とリードを広げた。その後セインツはギャレット・ハートリーの2本のFGで6点を返し、10-6とコルツがリードしてハーフタイムを迎えた。後半開始早々のキックオフで、セインツはパンターのトーマス・モーステッドがオンサイドキックを試み成功させて攻撃権を得ると、ピエール・トーマスの16ヤードのTDランで13-10と逆転した。その後コルツはアダイのTDラン、セインツはFGで加点し17-16とコルツ1点リードで第4Qを迎えた。残り5分42秒、ショッキーへのTDパスと2ポイントコンバージョンでセインツは24-17と再逆転した。残り3分半にトレイシー・ポーターがマニングのパスをインターセプト、74ヤードをリターンしてTDをあげ31-17と勝利を決定づけた。
ブリーズはこの試合、パス39回中32回成功、288ヤード、2TDをあげた。一方マニングはパス45回中31回成功、333ヤード、1TD、1INTであった。コルツのディフェンスは、セインツのランオフェンスは止めたが、ブリーズを抑えることができなかった。

## スターティングラインアップ
| ニューオーリンズ・セインツ                | ポジション | インディアナポリス・コルツ             |
| ----------------------------------------- | ---------- | -------------------------------------- |
| オフェンス                                |            |                                        |
| マーキス・コルストン Marques Colston      | WR         | レジー・ウェイン Reggie Wayne          |
| ジャーモン・ブッシュロッド Jermon Bushrod | LT         | チャーリー・ジョンソン Charlie Johnson |
| カール・ニックス Carl Nicks               | LG         | ライアン・リジャ Ryan Lilja            |
| ジョナサン・グッドウィン Jonathan Goodwin | C          | ジェフ・サタデー Jeff Saturday         |
| ジャーリ・エバンズ Jahri Evans            | RG         | カイル・デバン Kyle DeVan              |
| ジョン・スティンチコム Jon Stinchcomb     | RT         | ライアン・ディーム Ryan Diem           |
| ジェレミー・ショッキー Jeremy Shockey     | TE         | ダラス・クラーク Dallas Clark          |
| デバリー・ヘンダーソン Devery Henderson   | WR         | ピエール・ガーソーン Pierre Garçon     |
| ドリュー・ブリーズ Drew Brees             | QB         | ペイトン・マニング Peyton Manning      |
| ピエール・トーマス Pierre Thomas          | RB         | ジョセフ・アダイ Joseph Addai          |
| レジー・ブッシュ Reggie Bush              | RB-FB      | ヒホン・ロビンソン Gijon Robinson      |
| ディフェンス                              |            |                                        |
| ボビー・マクレイ Bobby McCray             | LDE        | ロバート・マシス Robert Mathis         |
| セドリック・エリス Sedrick Ellis          | DT-LDT     | ダニエル・ミューア Daniel Muir         |
| ウィル・スミス Will Smith                 | RDE-RDT    | アントニオ・ジョンソン Antonio Johnson |
| マービン・ミッチェル Marvin Mitchell      | ILB-RDE    | ドワイト・フリーニー Dwight Freeney    |
| スコット・フジタ Scott Fujita             | LOLB       | フィリップ・ホイーラー Philip Wheeler  |
| ジョナサン・ヴィルマ Jonathan Vilma       | ILB        | ゲイリー・ブラケット Gary Brackett     |
| スコット・シャンル Scott Shanle           | ROLB       | クリント・セッション Clint Session     |
| ジャバリ・グリーア Jabari Greer           | LCB        | ケルビン・ヘイデン Kelvin Hayden       |
| トレイシー・ポーター Tracy Porter         | RCB        | ジェイコブ・レイシー Jacob Lacey       |
| ロマン・ハーパー Roman Harper             | SS         | メルビン・ブリット Melvin Bullitt      |
| ダレン・シャーパー Darren Sharper         | CB-FS      | アントワン・ベセア Antoine Bethea      |
| スペシャルチーム                          |            |                                        |
| ギャレット・ハートリー Garrett Hartley    | K          | マット・ストバー Matt Stover           |
| トーマス・モーステッド Thomas Morstead    | P          | パット・マカフィー Pat McAfee          |
| ヘッドコーチ                              |            |                                        |
| ショーン・ペイトン Sean Payton            |            | ジム・コールドウェル Jim Caldwell      |

## テレビ中継
全米での試合中継はNFLの放送を開始して50年目のCBS（1956年-1993年、1998年-現在）が行った。同局がスーパーボウルの中継を行うのは第41回スーパーボウル以来であった。
NFL on CBSの解説者として知られたフィル・シムズ（ニューヨーク・ジャイアンツに所属し1987年の第21回スーパーボウルでMVPに選ばれた。）、実況はジム・ナンツが担当した。ソロモン・ウィルコッツ（シンシナティ・ベンガルズ在籍時に第23回に出場している。）、スティーブ・タスカー（バッファロー・ビルズでスペシャルチームとして活躍し第25回から第28回まで4年連続スーパーボウルでプレーしている。）がサイドラインレポートを務めた。試合終了後には新番組『アンダーカバー・ボス』（リアリティ番組）が放送され、3860万人が視聴した。

### 日本におけるテレビ中継
- NHK-BS1 解説:河口正史、実況:豊原謙二郎
- 日本テレビ、日テレG+
  - 解説:後藤完夫、実況:菅谷大介、ゲスト:オードリー

## テレビ広告
アンハイザー・ブッシュ・インベブ、キャリアビルダー、ペプシコがスーパーボウルの広告主としてすでに決まっていたが、12月ペプシコは広告スポンサーから降りることを発表した。2009年9月フリトレーがドリトスの広告をする計画であることがわかった。
- CBSが第44回スーパーボウルで流したCM （英語）

## エンターテイメント

### キックオフ前
キャリー・アンダーウッドがアメリカ国歌斉唱、クィーン・ラティファがAmerica the Beautiful（第35回スーパーボウルでレイ・チャールズが歌っている。）を歌った。

### ハーフタイムショー
11月26日放送のザNFLトゥデイで、ハーフタイムショーにはイングランドのロック・バンドであるザ・フーが起用されることが発表された。スポンサーは3年連続でブリヂストンが担当。企画制作はホワイト・チェリー・エンターテインメントである。